# Durango-Durango Emakumeen Saria
A Durango-Durango Emakumeen Saria é uma corrida ciclista feminina profissional de um dia espanhola que se disputa em Durango (País Basco) e seus arredores; desde 2016 em meados do mês de abril um dia antes da Emakumeen Bira.
Criou-se em 2001 como corrida profissional de categoria 1.9.2 (última categoria do profissionalismo feminino) renomeando-se essa categoria em 2005 pela 2.1 mantendo a corrida dito status. A edição do 2008 não se disputou. Tradicionalmente disputou-se a primeiros do mês de junho, dois dias após o Grande Prêmio Cidade de Valladolid (desaparecida em 2012) e dois dias antes que a Emakumeen Bira. Em 2015 passou a realizar-se um dia antes que a Bira já que essa passou a ter etapa prólogo e em 2016 passou a se realizar em abril devido à mudança de datas da Bira para garantir uma boa participação devido à criação do UCI WorldTour Feminino e para aproveitar parte da logística televisiva da Volta ao País Basco. Em 2016 voltou a mudar-se suas datas pelas de mediados de maio, devido à mudança de datas da Emakumeen Bira.
Seu percurso é muito similar todos os anos, percorrendo a comarca do Duranguesado (Biscaia): depois do começo em Durango um primeiro circuito de uns 20 km com início e final em Elorrio ao que se dão quatro voltas com o alto de Miota como dificuldade e finalmente um último circuito de uns 30 km com início e final em Durango com duplo passo pelo alto de Montecalvo (em basco chamado Muniketa ou Muniketagane) por diferentes vertentes, completando um total dentre 110 e 113 km. Em 2016 mudou o percorrido final suprimindo as duas subidas a Montecalvo e mudando-o pela ascensão ao porto de Garai por 2 vertentes diferentes.
Está organizada pela Sociedade Ciclista Duranguesa.

## Palmarés
| Ano                       | Vencedor               | Segundo               | Terceiro              |
| ------------------------- | ---------------------- | --------------------- | --------------------- |
| 2001                      | Sara Felloni           | Ruth Martínez         | Rosa María Bravo      |
| 2002                      | Joane Somarriba        | Marta Vila Josana     | Rosa María Bravo      |
| 2003                      | Joane Somarriba        | Eneritz Iturriaga     | Edita Pučinskaitė     |
| 2004                      | Joane Somarriba        | Jolanta Polikevičiūtė | Edita Pučinskaitė     |
| 2005                      | Mirjam Melchers        | Trixi Worrack         | Theresa Senff         |
| 2006                      | Susanne Ljungskog      | Dorte Lohse           | Theresa Senff         |
| 2007                      | Edita Pučinskaitė      | Mirjam Melchers       | Marta Bastianelli     |
| 2008 edição não realizada |                        |                       |                       |
| 2009                      | Noemi Cantele          | Judith Arndt          | Emma Johansson        |
| 2010                      | Marianne Vos           | Emma Johansson        | Annemiek van Vleuten  |
| 2011                      | Marianne Vos           | Emma Johansson        | Judith Arndt          |
| 2012                      | Emma Pooley            | Charlotte Becker      | Judith Arndt          |
| 2013                      | Marianne Vos           | Emma Johansson        | Evelyn Stevens        |
| 2014                      | Marianne Vos           | Lizzie Armitstead     | Emma Johansson        |
| 2015                      | Emma Johansson         | Katarzyna Niewiadoma  | Elena Cecchini        |
| 2016                      | Megan Guarnier         | Elisa Longo Borghini  | Emma Johansson        |
| 2017                      | Annemiek van Vleuten   | Shara Gillow          | Eider Merino          |
| 2018                      | Anna van der Breggen   | Annemiek van Vleuten  | Sabrina Stultiens     |
| 2019                      | Lucy Kennedy           | Amanda Spratt         | Soraya Paladin        |
| 2020                      | Annemiek van Vleuten   | Anna van der Breggen  | Elisa Longo Borghini  |
| 2021                      | Anna van der Breggen   | Annemiek van Vleuten  | Cecilie Uttrup Ludwig |
| 2022                      | Pauliena Rooijakkers   | Veronica Ewers        | Cecilie Uttrup Ludwig |
| 2023                      | Ashleigh Moolman Pasio | Ane Santesteban       | Claire Steels         |
| 2024                      | Cédrine Kerbaol        | Évita Muzic           | Thalita de Jong       |
| 2025                      |                        |                       |                       |

## Palmarés por países
| País           | Vitórias |
| -------------- | -------- |
| Países Baixos  | 9        |
| Espanha        | 3        |
| Itália         | 2        |
| Suécia         | 2        |
| Lituânia       | 1        |
| Reino Unido    | 1        |
| Estados Unidos | 1        |
| Austrália      | 1        |